# Opsterland
Opsterland  è una municipalità dei Paesi Bassi di 30 048 abitanti situata nella provincia della Frisia.

## Geografia fisica

### Suddivisione amministrativa
| Località                  | Nome in frisone | Abitanti (2012) |
| ------------------------- | --------------- | --------------- |
| Beetsterzwaag (capoluogo) | Beetstersweach  | 3531            |
| Gorredijk                 | De Gordyk       | 7365            |
| Ureterp                   | Oerterp         | 4874            |
| Wijnjewoude               | Wynjewâld       | 2051            |
| Bakkeveen                 | Bakkefean       | 1926            |
| Nij Beets                 | Nij Beets       | 1701            |
| Tijnje                    | De Tynje        | 1584            |
| Lippenhuizen              | Lippenhuzen     | 1375            |
| Langezwaag                | Langsweagen     | 1069            |
| Terwispel                 | Terwispel       | 1059            |
| Frieschepalen             | Fryske Peallen  | 1009            |
| Siegerswoude              | Sigerswâld      | 842             |
| Hemrik                    | De Himrik       | 745             |
| Luxwoude                  | Lúkswâld        | 442             |
| Jonkerslân                | Jonkerslân      | 292             |
| Olterterp                 | Olterterp       | 88              |